# Fontitrygon margarita
Fontitrygon margarita es una especie de pez de la familia Dasyatidae en el orden de los Rajiformes.

## Morfología
Los machos pueden llegar alcanzar los 100 cm de longitud total y 17 kg de peso.

## Reproducción
Es ovíparo.

## Alimentación
Come gambas, cangrejos, bivalvos y anélidos.

## Hábitat
Es un pez de mar y de clima tropical (21°N-17°S) y demersal que vive hasta los 60 m de profundidad.

## Distribución geográfica
Se encuentra en el Océano Atlántico oriental: desde Mauritania hasta Angola.

## Observaciones
Es inofensivo para los humanos.